# أعمال الشغب في الإسكندرية
مذبحة الإسكندرية، أو أعمال الشغب في الإسكندرية كانت هجمات موجهة ضد اليهود في عام 38 في الإسكندرية الرومانية، مصر.
لم يكن لدى الإمبراطور الروماني كاليغولا سوى أسباب قليلة للثقة في حاكم مصر أولوس أفيليوس فلاكوس [الإنجليزية] . كان فلاكوس مخلصًا لتيبيريوس وتآمر ضد والدة كاليغولا. في عام 38، أرسل كاليجولا أغريباس الأول إلى الإسكندرية بشكل مفاجئ. وفقًا للمؤرخ فيلون السكندري قوبلت الزيارة بسخرية من السكان اليونانيين الذين رأوا أغريباس الأول ملكًا لليهود. حاول فلاكوس تهدئة كل من السكان اليونانيين وكاليغولا من خلال وضع تماثيل الإمبراطور في المعابد اليهودية، وهي خطوة اعتبرت بمثابة استفزاز غير مسبوق.
واجه غزو المعابد اليهودية مقاومة، حيث كتب فيلون السكندري أن فلاكوس كان يدمر المعابد، ولم يترك حتى اسمها. كما أصدر فلاكوس إخطارًا وصف فيه اليهود بأنهم أجانب وسمح لأي شخص بالمضي قدمًا في إبادة اليهود كأسرى حرب. يقول فيلون السكندري أنه ردًا على ذلك طرد الغوغاء اليهود بالكامل من أربعة أحياء من المدينة، وحشروهم جميعًا في جزء صغير جدًا من أحد الأحياء، بينما نهب السكان منازلهم المهجورة واقتسموا الغنيمة بينهم كأنهم حصلوا عليها من حرب.
ذكر فيلون السكندري أيضا أن أعداء اليهود قتلوهم ومارسوا تعذيبًا مؤلمًا ووحشية وأذاقوهم كل أنواع العذاب والتعذيب، فأينما التقوا بيهودي أو رأوه، كانوا يرجمونه بالحجارة أو يضربونه بالعصي. حتى أن فيلون السكندري يقول: "أحرق أكثر مضطهديهم قسوة في بعض الأحيان عائلات بأكملها، أزواج مع زوجاتهم، وأطفال رضع مع آبائهم، في وسط المدينة، ولم يستثنوا كبار السن ولا الشباب، ولا عجز الأطفال الأبرياء". ويضيف إن بعض الرجال تم جرهم حتى الموت، وكان مرتكبو هذه الأفعال يقلدون الضحايا الذين يعانون، ويشبهون الممثلين في المهزلة المسرحية. بالإضافة إلى ذلك، واجه بعض اليهود الصلب. في النهاية أقيل فلاكوس من منصبه، ونفي، وأعدم في النهاية.